# Mistrzostwa Polski w Boksie 2013
84. Mistrzostwa Polski w Boksie 2013 (mężczyzn) odbyły się w dniach 20-23 marca 2013 w hali Ośrodka Sportu i Rekreacji w Zawierciu. Wystartowało 74 zawodników.

## Medaliści[2]
| Kategoria:                       | Złoto:                                         | Srebro:                                 | Brąz:                                                                          |
| waga papierowa (do 49 kg)        | Dawid Jagodziński (Astoria Bydgoszcz)          | Arkadiusz Lubomski (Kontra Elbląg)      | Wojciech Peryt (Broń Radom) Daniel Tarka (Tygrys Elbląg)                       |
| waga musza (do 52 kg)            | Grzegorz Brynda (Kontra Elbląg)                | Grzegorz Kozłowski (Gwardia Warszawa)   | Paweł Nowak (Olimp Szczecin) Adrian Frąckiewicz (Beniaminek Starogard Gdański) |
| waga kogucia (do 56 kg)          | Dawid Michelus (Sokół Piła)                    | Sylwester Kozłowski (Gwardia Warszawa)  | Daniel Żaboklicki (Legia Warszawa) Tomasz Resól (Skorpion Szczecin)            |
| waga lekka (do 60 kg)            | Mateusz Polski (Róża Karlino)                  | Damian Wrzesiński (PKB Poznań)          | Radomir Obruśniak (Róża Karlino) Andrzej Wasilewski (Kontra Elblag)            |
| waga lekkopółśrednia (do 64 kg)  | Kazimierz Łęgowski (Ósemka Chojnice)           | Marcin Latocha (Róża Karlino)           | Szymon Domoń (Wisła Kraków) Mateusz Kostecki (Lechma Poznań)                   |
| waga półśrednia (do 69 kg)       | Tomasz Kot (Rushh Kielce)                      | Piotr Sielawa (Hetman Białystok)        | Roman Szymański (Lechma Poznań) Damian Kiwior (Tiger Tarnów)                   |
| waga średnia (do 75 kg)          | Kamil Gardzielik (Lechma Poznań)               | Arkadiusz Szwedowicz(Skorpion Szczecin) | Paweł Michalik (Legia Warszawa) Adrian Plichta (Bukowina Wałcz)                |
| waga półciężka (do 81 kg)        | Marek Matyja (Orzeł Oleśnica)                  | Michał Gerlecki (Lechma Poznań)         | Przemysław Pikulik (Sparta Złotów) Partyk Rostkowski (Hetman Białystok)        |
| waga ciężka (do 91 kg)           | Włodzimierz Letr (Lechma Poznań)               | Michał Cieślak (Broń Radom)             | Bartłomiej Krasuski (Olimp Lublin) Krystian Kawalerski (Olimp Szczecin)        |
| waga superciężka (powyżej 91 kg) | Patryk Brzeski (Champion Nowy Dwór Mazowiecki) | Krzysztof Kosela (Broń Radom)           | Artur Wichrowski (Spartan Toruń) Mateusz Figiel (Hetman Białystok)             |